# Geschiedenis van de politicologie
De moderne politicologie is ontstaan als wetenschap in de Verenigde Staten rond 1860. Maar er zijn veel historische voorgangers van de politicologie. De Amerikaanse historicus Herbert Baxter Adams zou de term politieke wetenschappen ('political science') hebben bedacht, toen hij geschiedenis doceerde aan de Johns Hopkins University.

## Historische voortgangers
Historische voorgangers van de politicologie zijn met name te vinden in het veel oudere veld van de politieke filosofie en de politieke geschiedenis. In invloedrijke antieke filosofen als Plato als Aristoteles hebben uitgebreid geschreven over politiek, in respectievelijk hun Politeia en Politica. Maar ook Grieken en Romeinen als Xenophon, Hesiodus, Livius, Cicero en Plutarchus, hebben uitgebreid geschreven over hun eigen politieke systeem en dat van buurlanden. In de Middeleeuwen is met name de vraag over wat van God en wat des Keizers is een belangrijke vraag van theologen, als Augustinus van Hippo.

## In de renaissance
In de renaissance begint op de antecedenten en bronnen van Romeinse schrijvers een veld te ontstaan van empirisch onderzoek naar politiek. Niccolò Machiavelli is met zijn Il Principe een belangrijke grondlegger van deze discipline. Ook Thomas Hobbes, die in zijn Leviathan de wetenschappelijke methode probeert toe te passen op de politiek, is een invloedrijke voorganger van de politicologie. De graaf de Montesquieu is voor de vergelijkende politicologie een belangrijke grondlegger geweest, in zijn l'Espirit du Lois, beschrijft en verklaart hij de politieke systemen van de grote machten van zijn tijd.

## In de moderne tijd
Rond 1860 ontstaan in Amerika in universiteiten de eerste vakgroepen en leerstoelen Politieke Wetenschappen. In 1857 wordt Francis Lieber de eerste professor van Geschiedenis en Politieke Wetenschap aan de Columbia-universiteit. In 1904 wordt de nog steeds toon aangevende American Political Science Association opgericht.
Pas na 1945 ontstaan in Nederland en België de eerste onafhankelijke departementen politicologie. Naar aanleiding van de verschrikkingen van de Eerste en Tweede Wereldoorlog, worden deze departementen opgericht om te voorkomen dat nieuwe extremistische bewegingen de macht krijgen en dat er weer een wereldoorlog uitbreekt.